# 森林湖 (昆士蘭州)
森林湖（Forest Lake）它是布里斯班市中心以南的一個直轄市。
中国血统或出生率为1.6% 不包括特别行政区和台湾